# Reinhard Schnauder
Franz Reinhard Schnauder (* 9. Dezember 1856 in Plauen im Vogtland; † 14. Oktober 1923 in Dresden) war ein deutscher Bildhauer und Zeichner.

## Leben
Reinhard Schnauder wurde in Plauen im Vogtland als Sohn des Holzbildhauers Julius Schnauder geboren, der von 1865 bis 1880 in Dresden lebte. Von 1875 bis 1876 absolvierte er ein Studium an der Kunstakademie in Dresden und war Meisterschüler bei Ernst Hähnel und bis 1881 dessen enger Mitarbeiter. Ab 1886 arbeitete er freischaffend mit einem eigenen Atelier in Dresden. Im Jahr 1886 wurde er Mitglied der Allgemeinen Deutschen und der Dresdner Kunstgenossenschaft. Seine künstlerischen Werke waren neben Skulpturen vornehmlich Kleinplastiken, Bildnisse und Friedhofskunst. Reinhard Schnauder war der Vater des Bildhauers Richard Georg Schnauder.

## Werke (Auswahl)

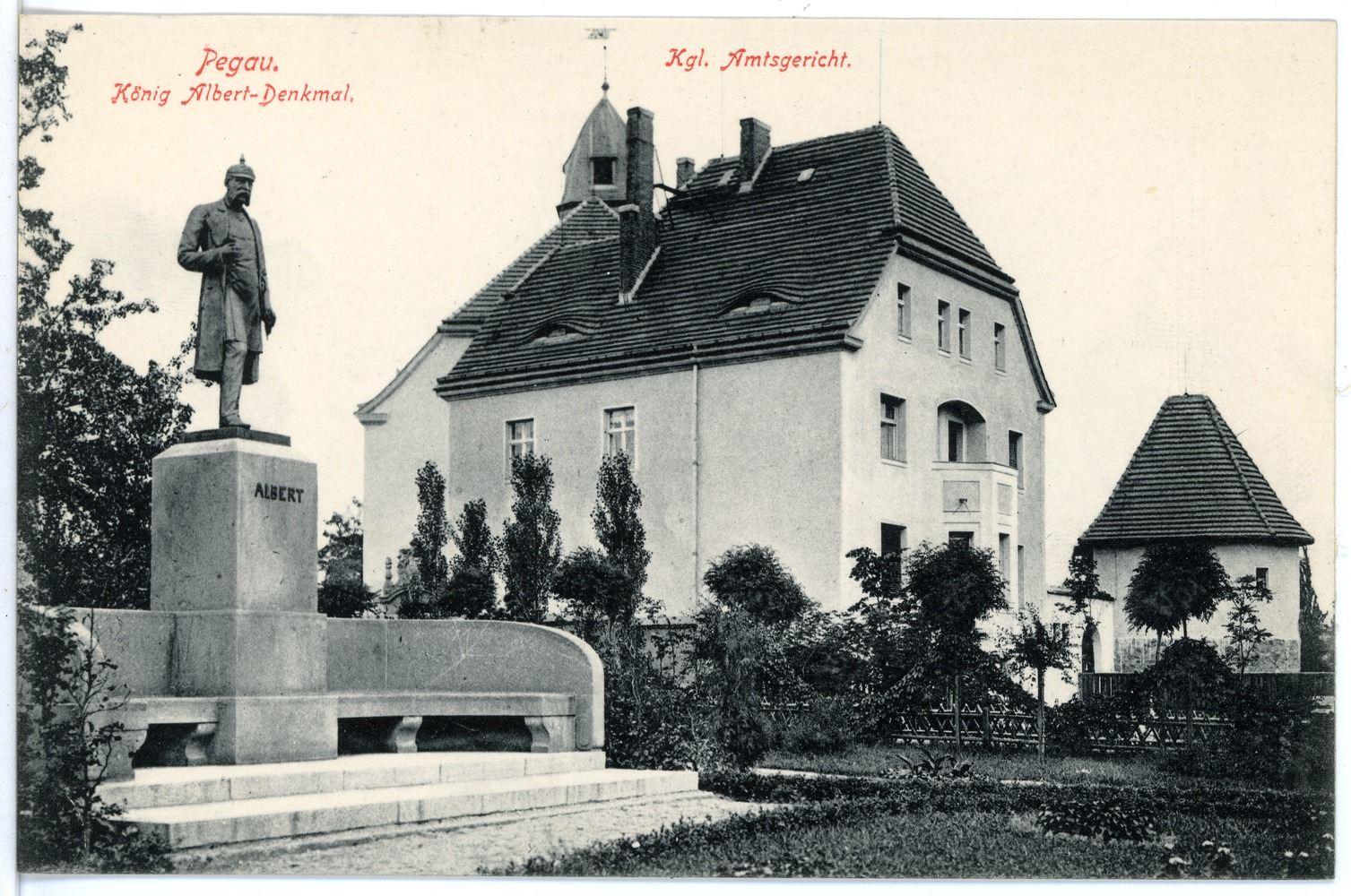
Albert-Denkmal in Pegau

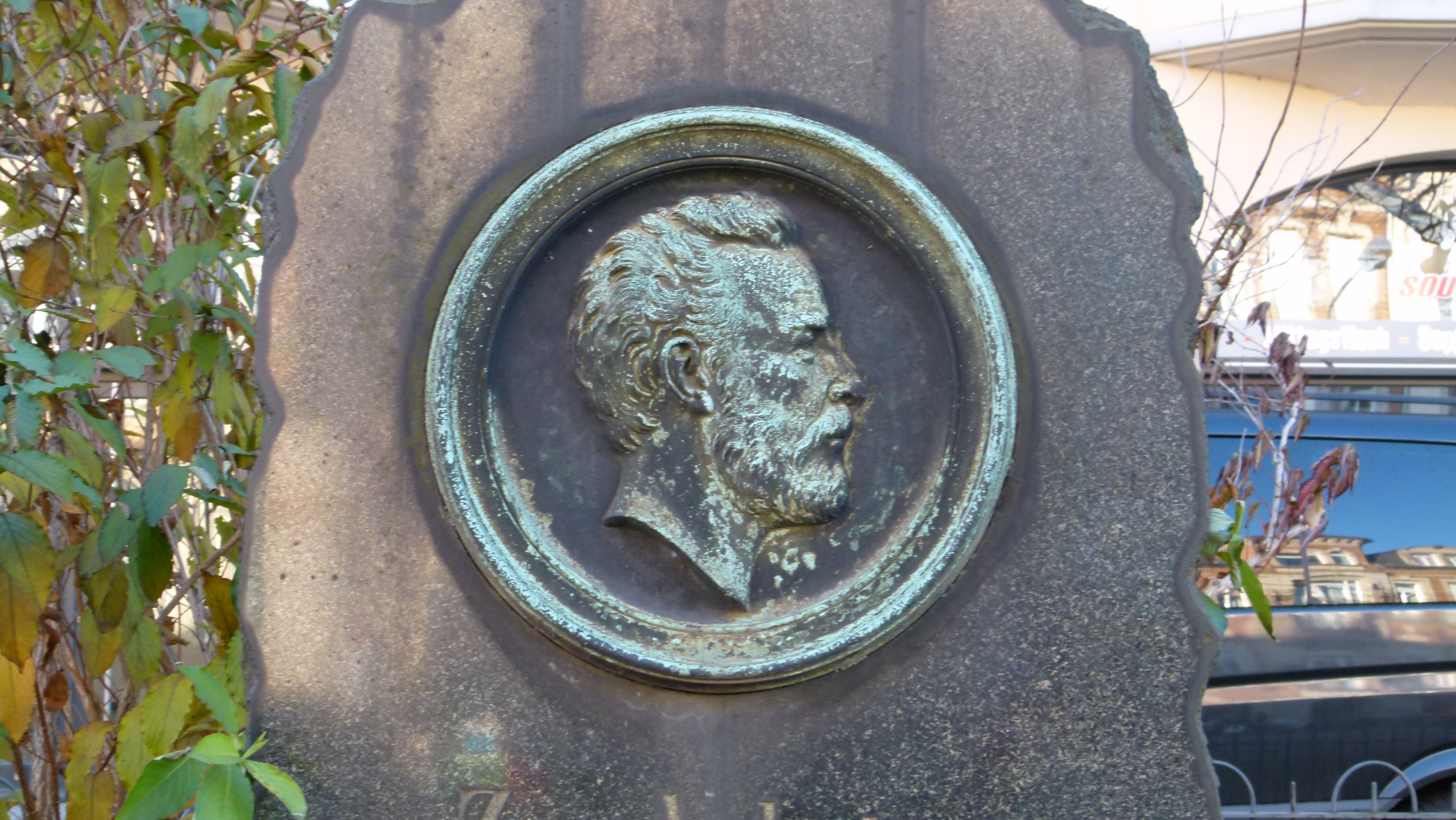
Medaillonbildnis Ludwig Küntzelmann

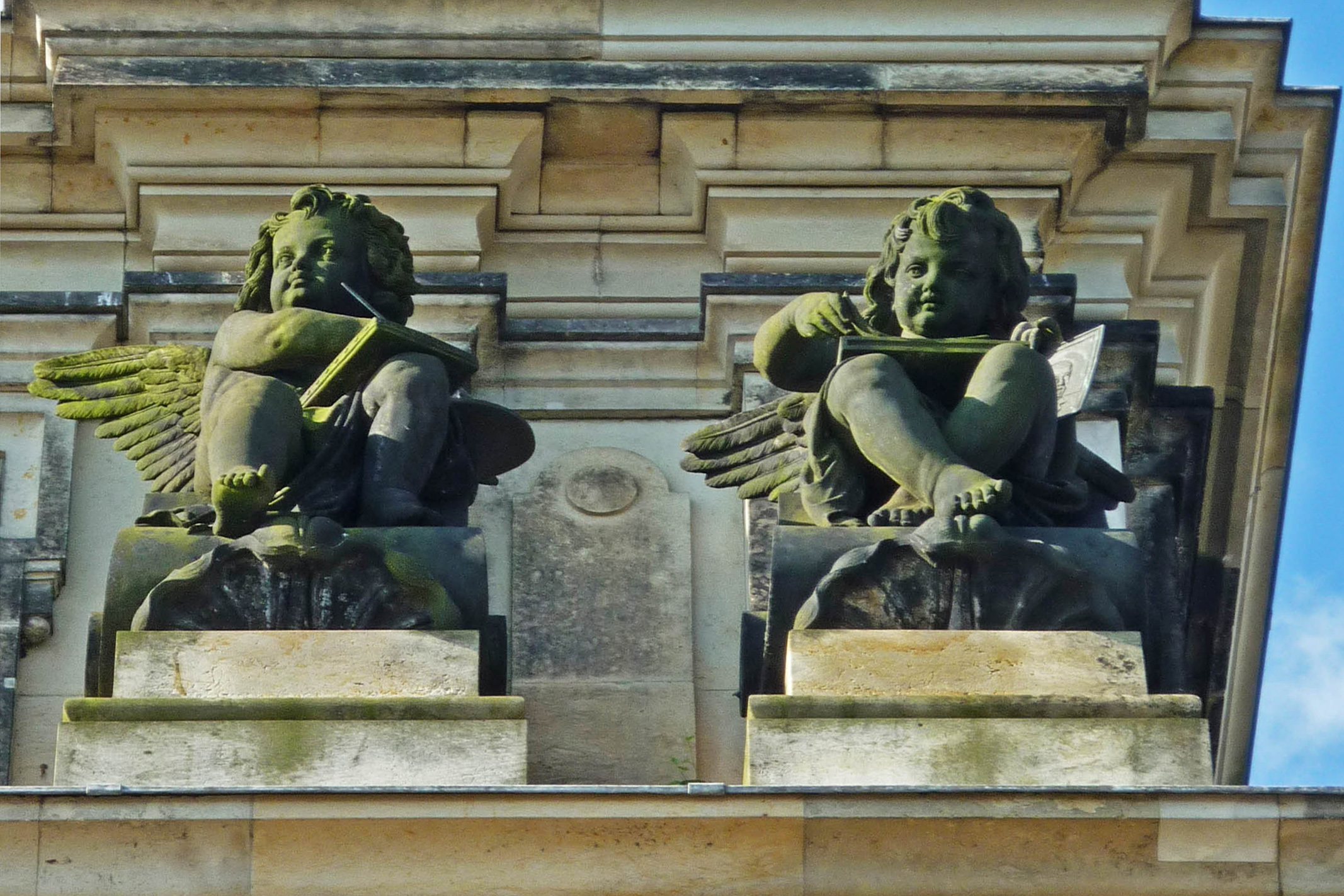
Zwei geflügelte Putten an der Kunstakademie Dresden

- 1881: Medaillonbildnis L. Küntzelmann, Weißer Hirsch, Dresden
- 1892: vier geflügelte Putten aus Sandstein am Nordflügel der Kunstakademie in Dresden
- 1900: die Figuren Johann von Sachsen und König Albert von Sachsen, die Reliefs Schrecken des Krieges und Segnungen des Friedens sowie die äußere und innere Ausschmückung der Ruhmeshalle in Görlitz
- 1901: Denkmal für den Rassegeflügelzüchter Robert Oettel in Görlitz (1942 eingeschmolzen, 1992 von Bildhauer Vinzenz Wanitschke originalgetreu wiedererstellt)[4]
- sechs Sandstein-Putten, die Künste für die Brühlsche Terrasse in Dresden
- Kruzifix und Relief Abendmahl (Ahornholz) für die Briesnitzer Kirche, Dresden
- 1912: Bronzestandbild König Albert v. Sachsen in Pegau, Sachsen
- die Figuren Markus u. Johannes aus Holz für die St. Johanniskirche in Plauen im Vogtland
- Büste M. R. Pressler für den Forstbotanischen Garten in Tharandt
- Figur stehender weiblicher Akt aus Alabaster auf Marmorsockel[5]
- große Bronzeplastik Hygieia[6]